# La Fille de la haute montagne
Pour plus de détails, voir Fiche technique et Distribution.
La Fille de la haute montagne (Högfjällets dotter) est un film suédois réalisé par Victor Sjöström, sorti en 1914.

## Fiche technique
- Titre original : Högfjällets dotter
- Titre français : La Fille de la haute montagne
- Réalisation : Victor Sjöström
- Photographie : Henrik Jaenzon
- Pays de production : Suède
- Format : Noir et blanc - Film muet
- Genre : drame
- Durée : 32 minutes
- Date de sortie : 1914

## Distribution
- Victor Sjöström : Karl Werner - Médecin
- Greta Almroth : Waina
- John Ekman : Nordman - le père de Waina
- Lili Bech : l'infirmière
- Arvid Englind : un ami de Wermer
- William Larsson (en) : un ami de Wermer
- Jenny Tschernichin-Larsson : la mère de Werner